# 48846 Agnèsacker
48846 Agnèsacker è un asteroide della fascia principale. Scoperto nel 1998, presenta un'orbita caratterizzata da un semiasse maggiore pari a 2,2200469 au e da un'eccentricità di 0,1092681, inclinata di 2,91744° rispetto all'eclittica.
L'asteroide era stato inizialmente battezzato 48846 Agnésacker per poi essere corretto nella denominazione attuale.
L'asteroide è dedicato all'astrofisica francese Agnès Acker.